# Impulso
Impulso é a grandeza física que mede a variação da quantidade de movimento de um objeto. É causado pela ação de uma força {\displaystyle {\vec {F}}} atuando durante um intervalo de tempo {\displaystyle \Delta t}.
A unidade no Sistema Internacional de Unidades para o impulso é o newton segundo (N·s ou newton vezes segundo), com suas correspondentes nas unidades inglesas de engenharia sendo a libra-força segundo (lbf·s) e o slug pés por segundo (slug·ft/s).

A velocidade de um corpo é transferida a outro idêntico

A unidade do Impulso também pode ser escrita como o produto da unidade de massa, o quilograma, pela unidade de velocidade, o metro por segundo, demonstrando-se facilmente que "quilograma metro por segundo" (kg.m/s) é equivalente a "newton segundo" (N.s). Via de regra, ao falar-se de impulso, dá-se preferência pelo "N.s"; ao falar-se de variação da quantidade de movimento, dá-se preferência ao "kg.m/s". Contudo não há problema algum em se intercambiar as duas.

## Equações
O impulso({\displaystyle \,\!I}) é igual à variação da quantidade de movimento ({\displaystyle \,\!\Delta P_{}}) de um corpo.
{\displaystyle \,\!I=\Delta P_{}}
Em situações onde a força mostra-se constante ao longo do intervalo de atuação, o impulso pode também ser calculado a partir do produto entre a força ({\displaystyle \,\!F})  aplicada ao corpo e o intervalo de tempo ({\displaystyle \,\!\Delta t}) durante o qual a força atua.
{\displaystyle \,\!I=F\cdot \Delta t}
Em situações mais complicadas - onde a força resultante {\displaystyle F(t)} atuando no corpo é variável - a equação anterior contudo não se aplica. Deve-se determinar  o impulso nestes casos pela integração de {\displaystyle F(t)} no tempo:
{\displaystyle \,\!I=\int F(t)dt}

### Variação da quantidade de movimento
Na maioria dos casos a massa do corpo permanece constante, e nestes casos a variação da quantidade de movimento pode ser calculada como o produto da massa ({\displaystyle \,\!m}) pela variação de velocidade ({\displaystyle \,\!\Delta v}).
{\displaystyle \,\!\Delta P_{}=m\cdot \Delta v}
Porém a fórmula mais geral, aplicável a qualquer situação, deve incluir os casos em que há variação não apenas na velocidade como na massa.  Neste caso o impulso é dado pela quantidade de movimento final ({\displaystyle \,\!P_{F}}) subtraída da quantidade de movimento inicial ({\displaystyle \,\!P_{I}}).
{\displaystyle \,\!\Delta P_{}=P_{F}-P_{I}}
Ou ainda
{\displaystyle \,\!\Delta P_{}=m_{F}v_{F}-m_{I}v_{I}}